# Episodi di Vita da strega (prima stagione)
Questa voce contiene trame, dettagli e crediti dei registi e degli sceneggiatori della prima stagione della serie televisiva Vita da strega.
Negli Stati Uniti, la serie andò in onda sulla ABC dal 17 settembre 1964 al 3 giugno 1965.
In italiano, 13 episodi della stagione furono trasmessi dal Programma Nazionale (oggi Rai 1) tra il 16 gennaio e il 29 maggio 1967. Altri 6 episodi furono invece trasmessi da Telemontecarlo dal 1º all'8 febbraio 1979, assieme a una nuova edizione degli episodi 1, 2, 4, 7 e 8 precedentemente trasmessi dalla Rai.
| nº | Titolo originale                     | Titolo italiano                  | Prima TV USA      | Prima TV Italia  |
| -- | ------------------------------------ | -------------------------------- | ----------------- | ---------------- |
| 1  | I, Darrin, Take This Witch, Samantha | Giuro: sono una strega           | 17 settembre 1964 | 16 gennaio 1967  |
| 2  | Be It Ever So Mortgaged              | Casa, dolce casa                 | 24 settembre 1964 | 23 gennaio 1967  |
| 3  | Mother Meets What's His Name         | L'incontro con la suocera        | 8 ottobre 1964    | 30 gennaio 1967  |
| 4  | It Shouldn't Happen To A Dog         | A cuccia Signor Barker           | 10 giugno 1965    | 22 maggio 1967   |
| 5  | Help, Help, Don't Save Me            | Ispirazione magica               | 15 ottobre 1964   | 13 marzo 1967    |
| 6  | Little Pitchers Have Big Fears       | Baseball, che passione           | 22 ottobre 1964   | 1º febbraio 1979 |
| 7  | The Witches Are Out                  | Streghe in libertà               | 29 ottobre 1964   | 6 marzo 1967     |
| 8  | Witch or Wife                        | Viaggio a Parigi                 | 5 novembre 1964   | 20 marzo 1967    |
| 9  | The Girl Reporter                    | Lui, lei, gli altri              | 12 novembre 1964  | 6 febbraio 1967  |
| 10 | Just One Happy Family                | Una famiglia felice              | 19 novembre 1964  | 20 febbraio 1967 |
| 11 | It Takes One To Know One             | Il profumo di Jasmine            | 26 novembre 1964  | 15 maggio 1967   |
| 12 | ...And Something Makes Three         | Rallegramenti papà               | 3 dicembre 1964   | 13 febbraio 1967 |
| 13 | Love Is Blind                        | L'amore è cieco                  | 10 dicembre 1964  | 29 maggio 1967   |
| 14 | Samantha Meets The Folks             | Samantha incontra i suoceri      | 17 dicembre 1964  | 4 febbraio 1979  |
| 15 | A Vision of Sugar Plums              | A cavallo della scopa            | 24 dicembre 1964  | 27 febbraio 1967 |
| 16 | It's Magic                           | Magia!                           | 7 gennaio 1965    |                  |
| 17 | "A" Is For Aardvark                  | "F" di formichiere               | 14 gennaio 1965   |                  |
| 18 | The Cat's Meow                       | Il miagolio del gatto            | 21 gennaio 1965   | 5 febbraio 1979  |
| 19 | A Nice Little Dinner Party           | Una simpatica cenetta            | 28 gennaio 1965   | 6 febbraio 1979  |
| 20 | Your Witch Is Showing                | Strega in scena                  | 4 febbraio 1965   |                  |
| 21 | Ling Ling                            | Ling Ling                        | 11 febbraio 1965  |                  |
| 22 | Eye Of The Beholder                  | Lo sguardo dello spettatore      | 25 febbraio 1965  |                  |
| 23 | Red Light, Green Light               | Semaforo verde, semaforo rosso   | 4 marzo 1965      |                  |
| 24 | Which Witch Is Which?                | Quale delle due?                 | 11 marzo 1965     |                  |
| 25 | Pleasure O'Riley                     | Pleasure O'Riley                 | 18 marzo 1965     |                  |
| 26 | Driving Is The Only Way To Fly       | Guidare è il solo modo di volare | 25 marzo 1965     | 7 febbraio 1979  |
| 27 | There's No Witch Like An Old Witch   | Strega vecchia fa buona magia    | 1º aprile 1965    |                  |
| 28 | Open The Door Witchcraft             | Apriti, o porta!                 | 8 aprile 1965     |                  |
| 29 | Abner Kadabra                        | Abnercadabra                     | 15 aprile 1965    |                  |
| 30 | George, The Warlock                  | George, lo stregone              | 22 aprile 1965    | 8 febbraio 1979  |
| 31 | That Was My Wife                     | Era mia moglie                   | 29 aprile 1965    |                  |
| 32 | Illegal Separation                   | Separazione illegale             | 6 maggio 1965     |                  |
| 33 | A Change Of Face                     | Un nuovo volto                   | 13 maggio 1965    |                  |
| 34 | Remember The Main                    | Una tubatura per la verità       | 20 maggio 1965    |                  |
| 35 | Eat At Mario's                       | Da Mario                         | 27 maggio 1965    |                  |
| 36 | Cousing Edgar                        | Il cugino Edgar                  | 3 giugno 1965     |                  |